# Temor rojo

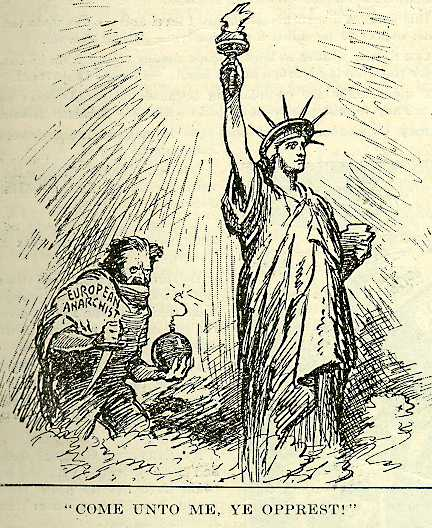
Un anarquista europeo intentando destruir la Estatua de la Libertad (1919)

Un temor rojo o terror rojo es una forma de pánico moral provocado por el miedo al surgimiento, supuesto o real, de ideologías de izquierda en una sociedad, especialmente el comunismo. Históricamente, los «miedos rojos» han llevado a una persecución política masiva, a la búsqueda de chivos expiatorios y al derrocamiento de quienes ocupaban cargos gubernamentales y tenían conexiones con ideologías de izquierda a extrema izquierda. El nombre deriva de la bandera roja, símbolo común del comunismo.
El término temor rojo (también llamado «marea» o «amenaza roja») denota dos períodos distintos de fuerte anticomunismo en Estados Unidos: el Primer temor rojo, de 1917 a 1920, y el Segundo temor rojo, de 1947 a 1957. El Primer temor rojo fue sobre la revolución socialista obrera y el radicalismo político. El Segundo Temor rojo se centró en una intensa sospecha sobre los comunistas (nacionales y extranjeros) que influían en la sociedad o que se infiltraron en el Gobierno de los Estados Unidos o en ambas.

## Primer temor rojo
El primer período del terror rojo tiene su origen en la intervención estadounidense en la Primera Guerra Mundial y sobre todo tras la Revolución bolchevique. Las manifestaciones socialistas se extendieron por todo el país. A esto habrá que sumar el terrorismo anarquista. Durante el año 1919, un grupo de anarquistas liderados por el italiano Luigi Galleani coloca bombas por todo el país. Senadores, gobernadores de distintos estados o el empresario John D. Rockefeller serán objetivo de ataques con bomba que en su mayoría fallan. La casa del fiscal general Alexander Mitchell Palmer fue igualmente atacada. La explosión mató al atacante, un radical de origen italiano residente en Filadelfia. Tras los ataques, Palmer pone en marcha una serie de redadas contra anarquistas y socialistas, en su mayoría de origen inmigrante.
Igualmente, ese mismo año tiene lugar el Verano Rojo, una serie de violentos disturbios raciales. En una época de fuertes protestas laborales, muchos industriales utilizaron a los negros como esquiroles, lo que aumentó el resentimiento. Además, durante esta época, existían fuertes enemistades entre los afroamericanos y los inmigrantes europeos que rivalizaban por el trabajo en las principales ciudades estadounidenses como Nueva York, Chicago, Boston o Filadelfia. Se temía la influencia del movimiento obrero sobre los grupos negros antirracistas. 
Otro episodio de este período fue el Juicio a Sacco y Vanzetti, dos inmigrantes italianos de ideología anarquista acusados y condenados, tras un polémico juicio, de atraco y asesinato en el año 1920. Ese mismo año Wall Street es atacada.

## Segundo temor rojo

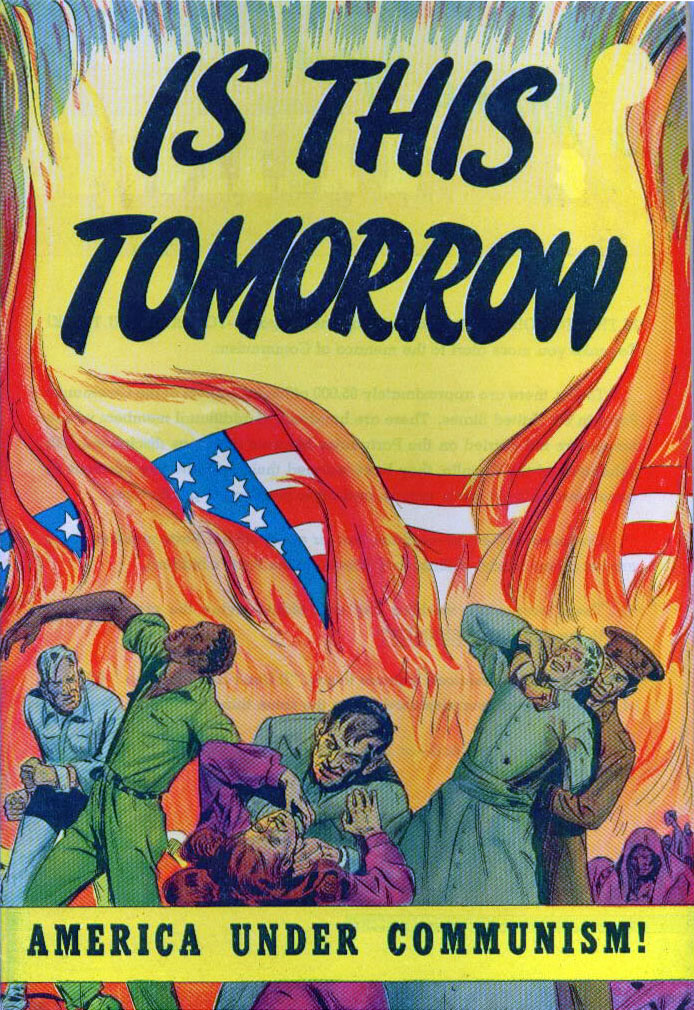
Portada del cómic de propaganda de 1947 Is This Tomorrow

El segundo periodo del terror rojo tuvo lugar entre 1947 y 1957, coincidiendo con el creciente miedo al espionaje comunista y el comienzo de la influencia soviética en Europa del Este, el Bloqueo de Berlín, la guerra civil china y la guerra de Corea. A diferencia del Primer Temor Rojo, durante esta época el principal enemigo es solamente el comunismo, ya que el movimiento anarquista había perdido fuerza tras la Segunda Guerra Mundial.
El principal y más famoso episodio de este período fue el extendido proceso de declaraciones, acusaciones infundadas, denuncias, interrogatorios, procesos irregulares y listas negras contra personas sospechosas de ser comunistas llevado a cabo por el senador Joseph McCarthy. Entre las víctimas de esta caza de brujas, como la llamaban sus detractores, se encontraban los diez de Hollywood un grupo de guionistas y directores relacionados con las ideas de la izquierda política que fueron acusados y despedidos por sus ideas políticas. Algunos como el guionista Dalton Trumbo llegaron incluso a ser encarcelados. El Comité de Actividades Antiestadounidenses, fundado en 1938, tuvo un papel importante en esta etapa de fervor anticomunista. 
En 1954, después de acusar al ejército, incluyendo a varios héroes de guerra, el senador Joseph McCarthy perdió credibilidad ante los ojos del público estadounidense. Esto supuso el fin de la caza de brujas.